# Rajiin
Rajiin is de 56e aflevering van de serie Star Trek: Enterprise. Het verhaal gaat over Rajiin, die aan boord van de USS Enterprise NX-01 wordt genomen. Seizoen drie van deze serie kent slechts één verhaal, met meerdere plots. Deze aflevering is dus slechts een onderdeel van dit verhaal.

## Verloop van de aflevering
De Xindi Raad kijkt toe hoe de Enterprise dieper in het Delphic Expanse doordringt en debatteert of ze wel dan niet een biowapen moeten ontwikkelen, om in plaats van het superwapen van Degra te gebruiken.
Ondertussen is de Enterprise gearriveerd in een bazaar op de thuisplaneet Xanthan om de formule voor Trellium-D te bemachtigen, zodat het schip niet langer last heeft van de gevaarlijke anomalieën (Zie Anomaly). De formule wordt van een handelaar op de planeet gekocht, in ruil voor een aantal kruiden.
In een poging meer informatie over de Xindi te vinden praat kapitein Jonathan Archer met Zjod, de eigenaar van een seksslavinnenwinkel. Zjod probeert een slavin aan Archer te verkopen, maar als die vertrekt, komt de slavin, genaamd Rajiin achter hem aan gerend. Archer vecht met Zjod, en na een korte ontsnapping wordt Rajiin aan boord van de Enterprise gebracht. Op het schip scant ze Archer zijn lichaamsbouw op een bepaalde manier als ze binnenkomt in zijn hut om hem te kussen. Dan verkent ze de transporter van Enterprise en ontmoet Hoshi Sato, waarmee ze naar een turbolift gaat. Vervolgens gaat ze de kamer binnen van T'Pol, waar ze beweert dat de deur toch open stond. Ze probeert T'Pol fysiek en mentaal te verleiden, terwijl ze haar hoofd en ruggengraat scant, maar de T’Pol verzet zich. Rajiin slaat haar en als Trip Tucker binnenkomt, slaat ze hem neer met een vaas. Hij behoudt echter zijn bewustzijn en alarmeert de beveiliging. Rajiin wordt dan snel opgepakt. Archer eist dat ze vertelt waar ze mee bezig was. Uiteindelijk vertelt ze dat de Xindi informatie over mensen willen om een biowapen te creëren.
De reptiel-Xindi's vallen de Enterprise aan, en enteren het schip. Ze nemen Rajiin mee zodat ze haar biometrische scans kunnen gebruiken om het wapen te maken. Ze vluchten door een subruimtevortex, waardoor alleen één Reptilliaans lijk en geweer achterblijven.
Rajiin komt voor bij de Xindiraad, waar de andere Xindi facties boos zijn op de ongeoorloofde acties van de Reptillianen. Ze uploadt de informatie de nodig is om het wapen te kunnen maken. Ze zegt dan dat mensen niet zijn zoals ze denken, maar de reptiel-Xindi Dolim laat haar afvoeren door bewakers.

## Citaten
"On our planet ... wars were fought over these."
"Op onze planeet ... werden hier oorlogen voor uitgevochten."
– Tucker, als hij de verschillende kruiden tentoonstelt.
"Some of our calculations may have been slightly off."
"Sommige berekeningen van ons zijn wellicht niet geheel correct.
– T'Pol, tegen Tucker, na hun mislukte poging om trellium-D te synthetiseren, met een grote explosie als gevolg.
"Leaving us so soon?"
"Ga je nu al weg?
– Archer tegen Raijin, als ze probeert te vluchten met de transporter.

## Achtergrondinformatie
- Deze aflevering heette eerst "Enemy Advances".[1]
- Op de markt is een Benzite te zien.
- Phlox meldt dat bemanningslid Elizabeth Cutler haar arm brak toen de anomalie door het schip ging. Dit is de laatste referentie naar Cutler; de actrice die haar portretteerde in eerdere afleveringen, Kellie Waymire, stierf een maand na de uitzending van deze aflevering waarna het personage niet meer werd gebruikt.

## Acteurs

### Hoofdrollen
- Scott Bakula als kapitein Jonathan Archer
- John Billingsley als dokter Phlox
- Jolene Blalock als overste T'Pol
- Dominic Keating als luitenant Malcolm Reed
- Anthony Montgomery als vaandrig Travis Mayweather
- Linda Park als vaandrig Hoshi Sato
- Connor Trinneer als overste Charles "Trip" Tucker III

### Gastrollen
- Nikita Ager als Rajiin
- Tucker Smallwood als een Xindiprimaat zonder naam
- Randy Oglesby als Degra
- Rick Worthy als Jannar
- Scott MacDonald als Dolim
- Steve Larson als Zjod

### Coacteurs
- Dell Yount als B'Rat Ud
- B.K. Kennelly als een buitenaardse verkoper
- Ken Lally als een beveiliger van de Enterprise

### Stuntdubbels
- Charlie Brewer als stuntdubbel voor Steve Larson
- Stacey Carino als stuntdubbel voor Nikita Ager
- Shawn Crowder als stuntdubbel voor Connor Trinneer